# Classification d'Ann Arbor
La classification d'Ann Arbor est utilisée en médecine pour faire le bilan d'extension des lymphomes malins. Elle fait suite à un rassemblement du Committee on Hodgkin's Disease Staging Classification qui eut lieu à Ann Arbor (Michigan) en 1971. Des experts américains, anglais, allemands et français y décidèrent de cette classification, remplaçant ainsi l’ancienne classification de Rye de 1965. Une modification fut apportée en 1988 lors d’une réunion à Cotswolds.

## Classification
La classification d'Ann Arbor classe les lymphomes malins en quatre stade selon le nombre et la localisation des aires ganglionnaires atteintes ainsi que selon la présence de signes généraux (appelés signes B), d'atteinte splénique ou viscérale, ou encore de masse tumorale volumineuse. 

### StadeI
- Atteinte d'une seule aire ganglionnaire.
- IE : atteinte localisée d'un seul territoire extra-ganglionnaire.

### StadeII
- Atteinte de deux ou plusieurs aires ganglionnaires du même côté du diaphragme.
- IIE : atteinte extra ganglionnaire unique avec une ou plusieurs aires ganglionnaires du même côté du diaphragme.

### StadeIII
- Atteinte ganglionnaire des deux côtés du diaphragme.
- IIIS : avec atteinte splénique.
- IIIE : avec atteinte extra-ganglionnaire localisée.

### StadeIV
- atteinte viscérale (foie, poumon, moelle, os) avec au moins une atteinte ganglionnaire, ou atteinte médullaire.

### Signification des lettres
- E : ajouté aux stades I, II ou III, s'il y a une atteinte viscérale contiguë.
- A : si aucun signe de B.
- B : s'il y a amaigrissement inexpliqué de plus de 10 % du poids du corps en moins de 6 mois ou fièvre inexpliquée >38 °C de plus de 8 jours ou sueurs nocturnes profuses.
- X : Masse tumorale volumineuse — en anglais : bulky — (>10 cm ou rapport MT > 0,35 (index cardio-thoracique à la radiographie pulmonaire).
- S : en cas d'atteinte splénique.